# Полска кухня
Полската кухня (на полски: kuchnia polska) е стил на приготвяне на храна с произход от Полша. Тя се е развивала през вековете, поради исторически обстоятелства. Националната полска кухня споделя някои сходства с централни и източноевропейски традиции като италианската и френската кухня. Богата е на месо, особено свинско, пилешко и говеждо (в зависимост от региона) и зимни зеленчуци и подправки. Общо погледнато полската кухня е „сърдечна“ и използва много сметана и яйца. Много поляци отделят доста време да приготвят и сервират храната, особено на Бъдни вечер или Великденската закуска, която може да отнеме много дни за приготвяне.
Традиционно основната храна се яде в 14:00 или по-късно и обикновено се състои от три блюда, започвайки със супа, като известния росул и доматена супа или по-празничния брашч (борш) или жур, следвани може би в ресторантите с предястие от херинга (или в сметана, масло или оцет). Други известни апертизи са различни сушени меса, зеленчуци или риба в желирано месо. Главното ястие обикновено е месно, включващо печено месо или свински котлет. Зеленчуци, които са заместени от листни салати (салата от маруля и др.) преди са се сервирали като „surówka“ – настъргани зеленчуци с лимон и захар (моркови, целина, червено цвекло) или кисело зеле (kapusta kiszona). Страничните ястия обикновено са варени картофи или по-традиционно каша. Ястията често включват и десерт като руло от маково семе (makowiec) или дрожджувка (drożdżówka) вид торта от мая. Други полски специалитети включват хлодник (охладено цвекло или плодова супа за през горещите дни), гольонка (свински джолан с варени зеленчуци), колдуни (месни кнедли), зрази (пълнено месо, нарязано на филийки), салцесон и флаки.
За национално полско ястие се считат бигосът, пирогите, кобасите, свинският котлет, гълъби, зрази, печено и доматена супа или росул, журек, флаки, баршч.

## История

### Средновековието
Полската кухня през Средновековието е била базирана на ястия направени от селскостопански продукти (просо, ръж, пшеница), месо от диви и селскостопански животни, плодове, билки и местни подправки. Тя е била известна най-вече с обилната употреба на сол и постоянното присъствие на булгура. Високата калоричност и пиенето на бира като основна напитка (както виното в южна и западна Европа) е било типично за средновековната полска кухня. Бирата и медовината са били най-популярните напитки.
По време на Средновековието кухнята на Полша е била много тежка и пикантна. Двете главни съставки са били месо и зърнени култури. Преди това се е използвало просо, но по-късно през Средновековието други зърнени култури са се използвали най-много. Повечето хора не са използвали хляб, а вместо това са консумирали зърнени култури под формата на каша или колачета, които са се считали за традиционни рецепти дори през 21 век. Освен зърнените култури, голяма порция от ежедневната диета на средновековните поляци съдържала зърна, най-вече бакла и грах. Тъй като територията на Полша е била гъсто населена, употребата на гъби, горски блодове, ядки и див мед също са били широко разпространени.
Благодарение на близките отношения с Изтока, цената на подправките (като смирка, черен пипер и индийско орехче) били много по-ниски, за разлика от тези в останалата част на Европа, и лютивите сосове станали популярни. Употребата на два основни соса (jucha czerwona и jucha szara, или червена и сива кръв на старополски) останали широко разпространени поне до 18 век.
Ежедневните напитки включвали мляко, суроватка и чайове от различни билки. Най-популярните алкохолични напитки са били бирата и медовината, но към 16 век горните класове започнали да внасят унгарско и силезийски вина. Медовината била толкова разпространена, че през 13 век принц Лешек I Белият обяснил на Папата, че полските рицари не могли да участват в кръстоносния поход, след като нямало медовина в Светите земи. Също водката станала известна първо между по-нисшите класи. Написано е доказателство, в което се казва, че водката произлиза от Полша. Думата „водка“ е написана за пръв път през 1405 в Akta Grodzkie. По това време думата водка (wódka) спадала към химичните съединения, докато популярната напитка се казвала гожалка (gorzałka, от старополски gorzeć (гожеч).

### Ренесанс
Заедно с италианската кралица Бона Сфорца (втора жена на Зигмунт I Стари) много италиански ястия дошли в Полша след 1518. Въпреки че местните зеленчуци били древни и неотменна част от кухнята, това започнал един период, в който зеленчуците като марулята, празът и зелето са били по-използвани. Дори днес, някои от тези зеленчуци са познати като влошчина (włoszczyzna), дума идваща от Włochy, полската дума за Италия. По време на този период подправките са се използвали често, за тези които са могли да си ги позволят. Но идеята, че кралица Бона е била първата, която е представила зеленчуците в Полша не е вярна.
Полският вариант за кисела краставичка (ogórek kiszony) е многообразие развито в северните части на Европа. Изнесени са по целия свят и се намират в кухните на много държави. Кисели са, но има тенденция да се подправят различно. Обикновено се съхраняват в дървени бъчви. Краставица маринована само за няколко дни има различен вкус (по-малко кисела) от тази, която е маринована за повече време и се нарича ogórek małosolny, което означава „леко посолена краставица“. Друг вид кисела краставица, популярна в Полша, е ogórek konserwowy (консервирана краставица), която е по-скоро сладка на вкус. Съхранява се в дървени бъчви.

### Републиката
До Подялбите извършени от съседните имперри, Полша е била една от най-големите държави в света обхващаща много региони със своите собствени отличителни кулинарни традиции. Двама последователни полски крале, Владислав IV и Джон II Касимир (полски: Ян II Кажимиеж Васа (Jan II Kazimierz Waza) се оженили за френската дукеса Мари Луиз Гонзага (полски: Людвика Мария (Ludwika Maria), дъщеря на Чарлс I, дук на Мантуа; преследвана от крал Луиз XIII на Франция за нейното обричане с опонента му Гастон, дук на Орлеан. Мари Луиз пристигнала във Варшава през 1646, овдовяла, и се омъжила повторно през 1649. Людвика донесла със себе си група от французи включващ придворни, секретари, офицери, физици, търговци, занаятчии, както и много готвачи. Италианските и френските вина са били сервирани, както и медовината и местната бира. Ястията били направени само според френски рецепти, докато традиционните полски ястия били считани за твърде тежки. Кралският двор с всичките си нововъведения са се старали да вземат власт над останалата част от аристократичните резиденции и благородни дворци из Полша. Френската кухня била на мода и много семейства на драго сърце назначавали френски готвачи. По средата на 18 век по полските трапези се появило френско шампанско. Също измежду най-влиятелните в този период били литовските, немските и унгарските кухни, да не споменаваме американската, която пристигнала в Полша преди 17 век заедно с много заселници, особено в югоизточната част на републиката. Най-голямо влияние е имало в градовете Лвов, Краков, Каменец Подолски и Замошч, заради американци, които живели там постоянно. Също поради близките отношения на Полша с Османската империя, кафето (kawa) и бозата (boza) станали популярни.
С последващия спад на Полша и кризата на производството на зърно, която следвала Шведския потоп, картофите заменили традиционната употреба на зърнените култури. Първата полска кулинарна книга Compendium Ferculorum albo zebranie potraw от Станислав Чернецки е публикувана през 1682. При дяловете, полската кухня е влияна от кухните на съседните империи. Това включва руската и немската кухня, но също и кулинарните традиции на повечето нации на Австро-Унгария. През 19 век също се издали много кулинарни книги за полската кухня, от Ян Шитлер, Ана Чунджиевицка, Винцента Завадзка, Луцина Чверчакевичова и други.

### След Втората световна война
След края Втората световна война Полша пада под комунистическа окупация. Първо ресторантите били национализирани, а после повечето затворили врати, заради властите. Вместо това комунистите поднасяли мрежа от стаи за обяд за работниците в различните компании и млечни барове. Малкото ресторанти, които оцелели през 1940-те и 1950-те са били държавна собственост и са били недостъпни за обикновените хора, поради високите цени. Стаите за обяд предлагали най-вече евтини ястия, включващи всички видове супи и храни като пироги. Типично второ ястие съдържало вид котлет сервиран с картофи. Свинският котлет (kotlet schabowy) е близък до австрийския шницел.
С течение на времето, икономиката довела до хроничен недостиг на месо, яйца, кафе, чай и други основни хранителни продукти за ежедневна употреба. Много продукти като шоколад, захар и месо били ограничени с конкретен срок, който зависил от обществената класа и здравни изисквания. На физическите работници и бременните жени се е давало повече хранителни продукти. Вносът е бил ограничен, за това много от снабдяването на храна било домашно. Така тропическите плодове (цитруси, банани, ананаси и др.) не са били достъпни, а плодовете и зеленчуците са били сезонни. В по-голямата част от годината поляците е трябвало да оцеляват единствено с домашни зимни запаси от плодове и зеленчуци: ябълки, лук, картофи, зеле, коренни зеленчуци.
Ситуацията довела до сменянето на традиционната полска кухня с храна, приготвена с това, което е било достъпно. Измежду популярните ястия в ресторантите бил и яйченият котлет, вид хамбургер направен от смелени яйца и брашно. Традиционните рецепти са били запазени по време на Бъдни вечер (Wiligia), където повечето семейства се опитвали да приготвят 12 традиционни ястия.

## Модерната ера
С края на комунизма в Полша през 1989 година, ресторантите започнали да отварят отново врати и основни хранителни продукти се намирали лесно. Това довело до завръщането на полската кухня, както в ресторантите, така и в ежедневието. В допълнение ресторантите и супермаркетите рекламирали употребата на съставки, типични за кухни от целия свят. Измежду най-известните храни се наредили кратуни, тиквички (зарзават) и всякакви видове риба. През комунистическите времена, тези продукти са били достъпни само в крайбрежните региони.
Бързата храна нараства все повече и повече в Полша, най-вече веригата McDonald's, KFC и Pizza Hut. Дюнер кебабът също печели слава. Въпреки това в по-голямата част на Полша можеш да си вземеш полска бърза храна като запиеканка. Има също и малки ресторанти, в които сервират храни като запиеканка (франзела със сирене, понякога месо и/или гъби и кетчуп), кебаб, хамбургери, хот-дози и киелбаса. Във Варшава, столицата на Полша, три блюда с месо в един от варшавските ресторанти струва средно двадесет и шест паунда.

## Празнични ястия

### Коледния ястия в Полша
Традиционната вечеря на Бъдни вечер наречена Wigilia обикновено съдържа борш с ушка (ушички) – класически стартер в полската трапеза за Бъдни вечер, следван от пържен шаран, шаран пълнен с картофена салата, желиран шаран и др. Шаранът е главен компонент на Бъдни вечер в цяла Полша. Други популярни ястия включваща маринована селда, ролмопс, пироги с кисело зеле и диви гъби, пироги пълнени с бяло сирене и картофи, сарми с диви гъби, рибена супа, киелбаса, салами, и бигос и зеленчукови салати. Измежду популярните десерти са различни видове плодове като портокали, маково семе, маковец, плодов компот, клюски с маково семе, кутия – сладък зърнест пудинг в източните региони на Полша (Бялисток) и джинжифилов сладкиш. 

Регионални ястия включват журек, шименотка и колдуни.

### Дебел четвъртък
Вижте цялата статия: Дебел четвъртък
Дебелият четвъртък е традиционен полски и немски празник, който се чества на последния четвъртък от Великия пост, познат също и като великденски заговезни. Дебелият четвъртък започва в последната седмица от карнавала. Близък е, но не трябва да се бърка с френския празник Mardi Grass. В Полша, както и в католическите части на Германия, според традицията се позволява преяждането.
Понеже датата на тлъстия четвъртък зависи от датата на Великден, този ден се смята за предпразничен. Следващият четвъртък е четвъртъкът след Пепеляна сряда и принадлежи към периода на Великия пост, през който християните трябва да постят.
Най-популярната храна са полските понички (pączki) и фаворки (faworki). Преди са се яли понички напълнени с бекон, сланина и месо, което е щедро напоено с водка. Поверието гласи, че ако човек не изяде дори и една поничка – по-късно в живота няма да му върви.

### Великденска закуска
Типичната великденска закуска съдържа нарязано на филии студено варено месо сервирано с хрянов сос и салата от цвекло, хлябове, бигос, бъркани яйца, пушена или пържена сьомга или херинга, мариновани зеленчукови салати, кафе, чай и кексове, т.е. шоколадова торта, мазурек и др.

## Супи
- Zupa pomidorowa – доматена супа, обикновено сервирана с макарони, картофи или ориз.
- Rosół-Супа с пилешко месо и телешко,сервира се на 2 части първо:само бульона с макарони и ли фиде;второ:месото, което се е варило се яде отделно.
- Kartoflanka – картофена супа
- Barszcz – неговата стриктна вегетарианска версия е първото блюдо на трапезата на Бъдни вечер, сервира се с кнедли наречени „uszka“ (малки ушички) с гъби (може да се използва също и кисело зеле, но зависи от традициите на отделни семейства).
- Chłodnik – студена супа от цвекло, мляко, млади листа от цвекло, краставица и нарязан пресен копър
- Czernina – направена от патешка кръв
- Flaki или Flaczki – говеждо или свинско шкембе задушено с риган
- Zupa grzybowa/pieczarkowa – гъбена супа, направена от различни видове гъби
- Zupa ogórkowa  – супа от кисели краставички и свинско месо
- Zupa szczawiowa – киселец
- Żur или Żurek – жур с картофи, полски колбаси (киелбаса) и яйца. Зависи от коя част на Полша идва може да съдържа и гъби. Супата се казва също żurek starowiejski (старо село)
- Grochówka – супа от грах, леща и картофи.
- Kapuśniak – супа от кисело зеле и пиле
- Zupa jarzynowa – пилешка супа със зеленчуков бульон.

## Десерти
- Makowiec – торта от маково семе, понякога със стафиди и/или ядки
- Pączek  – затворена поничка, напълнена с мармалад
- Pierniki  – мек джинджифилов сладкиш напълнен с мармалад и покрит с шоколад
- Sernik – чийскейк (серник) е един от най-популярните десерти на Полша
- Chałka – сладък бял хляб с еврейски произход,подобен на козунака
- Twaróg – извара
- Faworki – хрупки със сладък вкус, пържени и поднесени с пудра захар
- Oscypek – пушено сирене направено от посолено краве мляко
- Kutia – малка квадратна паста с пшеница, маково семе, ядки, сухо грозде и мед. Сервира се по Коледа в източните райони (Бялисток).

## Напитки

### Водка
- Belvedere
- Sobieski
- Chopin
- Luksusowa
- Absolwent
- Żubrówka
- Wyborowa
- Biała Dama
- Polonaise
- Żołądkowa Gorzka
- Starka
- Krupnik
- Siwucha vodka
- Ultimat Vodka
- Nalewka
- Pan Tadeusz
- Stawski
- Krakus
- Pravda
- Soplica
- Kapitanska
- Swojska
- Orzel

### Бира
- Tyskie
- Warka
- Żywiec
- Okocim
- Lech
- Łomża
- Leżajsk
- Żubr
- Piast
- Dębowe Mocne
- Bracki Koźlak
- Królewskie
- Tatra
- EB
- Wojak
- Redd's
- Perła
- Specjal
- Harnaś
- Brok